# Plan Maitland

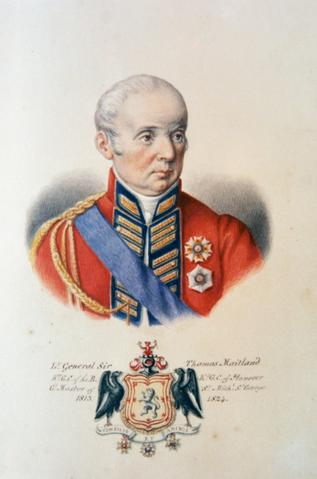
Sir Thomas Maitland (1759-1824)

Le plan Maitland (en anglais, Maitland Plan, en espagnol, Plan de Maitland), ou, selon son intitulé complet, Plan visant à capturer Buenos Aires et le Chili, et à émanciper ensuite le Pérou et Quito, désigne un plan britannique d’invasion de l’Amérique du Sud espagnole, conçu en 1800 par le major-général écossais Thomas Maitland.
En cette année-là en effet, la Grande-Bretagne était en guerre avec l’Espagne et la France dans le cadre des guerres napoléoniennes, et tâchait par ailleurs d’étendre son influence en Amérique du Sud pour compenser la perte de ses treize colonies d’Amérique du Nord, devenues indépendantes peu de temps auparavant.
Ledit plan devait consister à :
- S’emparer de Buenos Aires ;
- Prendre position dans la province de Mendoza ;
- Coordonner des actions avec une armée chilienne indépendantiste ;
- Franchir la cordillère des Andes ;
- Vaincre les Espagnols et prendre le contrôle du Chili ;
- Poursuivre par la mer et libérer le Pérou.

Les Britanniques ne mirent jamais ce plan en œuvre. S’ils tentèrent bien, par deux fois, en 1806 et 1807, de s’emparer de Buenos Aires et de Montevideo en lançant deux offensives successives contre le Río de la Plata, ils furent chaque fois refoulés. Aussitôt que la France engagea la guerre contre l’Espagne et que la Grande-Bretagne par contre-coup fit alliance avec la résistance espagnole, les actions militaires britanniques contre l’Amérique du Sud espagnole cessèrent.
Selon l’historien argentin Felipe Pigna, reprenant une théorie défendue par l’historien et homme politique Rodolfo Terragno, José de San Martín aurait pu être initié à ce plan durant son séjour de quatre mois à Londres en 1811, par le biais d’officiels britanniques, comme l’Écossais James Duff (4e comte de Fife) et Sir Charles Stuart, ou de membres de la loge maçonnique fondée par Francisco de Miranda. Quoi qu’il en soit, le grand mérite de San Martín restera, souligne Terragno, d’avoir su mettre ce plan à exécution.